# Passaporte australiano
Os passaportes australianos são documentos de viagem emitidos para cidadãos australianos sob a Lei Australiana de Passaportes de 2005 pelo Escritório Australiano de Passaportes do Departamento de Relações Exteriores e Comércio (DFAT), tanto na Austrália quanto no exterior, o que permite que o portador de passaporte viaje internacionalmente. Cidadãos australianos podem portar passaportes de outros países. Desde 1988, mais de um milhão de passaportes australianos são emitidos anualmente, atingindo 1,4 milhão em 2007, e aumentando para os 3 milhões projetados anualmente até 2021.
Desde 24 de outubro de 2005, a Austrália emitiu apenas passaportes biométricos, chamados ePassports, que possuem um microchip incorporado que contém as mesmas informações pessoais que estão na página de fotos em cores do passaporte, incluindo uma fotografia digitalizada. Como todos os passaportes anteriores já expiraram, todos os passaportes australianos agora são biométricos. Os SmartGates foram instalados nos aeroportos australianos para permitir que os titulares de ePassport australianos e de ePassport de vários outros países limpem os controles de imigração mais rapidamente, e a tecnologia de reconhecimento facial foi instalada nos portões de imigração.

## História
Antes de 1901, a Austrália consistia em seis colônias britânicas separadas. O uso de passaporte não era comum e, se necessário, passaportes britânicos ou outros nacionais eram usados. Em 1901, as seis colônias se uniram para formar a Comunidade da Austrália, embora os australianos mantivessem a nacionalidade britânica . Foi somente em 1912 que os primeiros regulamentos federais de passaporte foram introduzidos, e os passaportes emitidos pelo governo australiano ainda exibiam as palavras "British Passport" na capa até 1967. Durante a Primeira Guerra Mundial, o monitoramento e a identificação daqueles que atravessavam fronteiras internacionais foram considerados críticos para a segurança da Austrália e de seus aliados, e a Lei de Precauções de Guerra de 1914 exigia que todas as pessoas com mais de 16 anos de idade, ao deixar a Austrália, possuíssem passaporte.
A nacionalidade australiana surgiu em 26 de janeiro de 1949, quando a Lei de Nacionalidade e Cidadania de 1948 entrou em vigor, e os passaportes australianos começaram a distinguir entre cidadãos australianos e outros súditos britânicos. Os súditos britânicos, que não eram cidadãos australianos, continuavam com direito a um passaporte australiano. O termo "sujeito britânico" tinha um significado particular na lei de nacionalidade australiana. O termo abrangeu todos os cidadãos dos países incluídos na lista da Lei da Nacionalidade e Cidadania de 1948 . A lista de países era baseada, mas não era idêntica, aos países (e suas colônias) que eram membros da Commonwealth de tempos em tempos. A lista era alterada de tempos em tempos à medida que várias ex-colônias se tornavam países independentes, mas a lista da Lei não estava necessariamente atualizada, a ponto de constituir exatamente uma lista de países da Commonwealth em um determinado momento. Essa definição de "sujeito britânico" significava que, para os fins da lei da nacionalidade australiana, cidadãos de países que se tornaram repúblicas, como a Índia, eram classificados como "sujeitos britânicos". As palavras "passaporte britânico" foram removidas das capas dos passaportes australianos em 1967.
Em 1981, os governos da Commonwealth, Queensland, Nova Gales do Sul e Vitoriana criaram a Comissão Real Stewart para investigar vários tráfico de drogas e atividades criminais relacionadas, mas que passava grande parte do tempo examinando como os criminosos estavam usando e abusando do sistema de passaportes para criminosos. propósitos. A Comissão publicou seu relatório final em 1983, fazendo recomendações sobre como evitar tais abusos, a maioria dos quais foi praticada pelo governo federal. As recomendações do relatório incluíam que os solicitantes de passaporte comparecessem a um escritório de passaportes e que os pedidos enviados cessassem; que os passaportes sejam emitidos apenas aos cidadãos, para que os súditos britânicos deixem de ter direito a um passaporte; que as certidões de nascimento não sejam aceitas como prova suficiente de identidade; que os passaportes deixam de ser emitidos por meio de viagens ou outros agentes; e que todas as pessoas que mudam de nome, seja por escolha, casamento ou adoção, sejam obrigadas a registrar a mudança nos Registradores Estaduais de nascimentos, mortes e casamentos.  A categoria legal de sujeito britânico foi abolida em 1984 pela Lei de Cidadania Australiana (Emenda) de 1984, e passaportes australianos começaram a ser emitidos exclusivamente para cidadãos australianos, embora passaportes existentes mantidos por sujeitos britânicos não cidadãos continuassem válidos até cada um expirou.
Em 1980, grandes registros de livros encadernados foram substituídos por um sistema computadorizado de processamento e registro, chamado Sistema de Controle e Emissão de Passaportes (PICS). Desde 1984, para acelerar o processamento de entrada e saída de passageiros e entrada de dados, a Austrália tem emitido passaportes com linhas legíveis por máquina, conforme o documento 9303 da ICAO . Desde 24 de outubro de 2005, a Austrália emitiu apenas passaportes biométricos, chamados ePassports, que possuem um microchip RFID incorporado que contém as mesmas informações pessoais que estão na página de fotos em cores do passaporte, incluindo uma fotografia digitalizada. A Austrália foi apenas o quarto país do mundo (depois da Malásia, Tailândia e Suécia) a introduzir passaportes biométricos. Todos os passaportes australianos agora são biométricos, todos os passaportes anteriores a 2006 expiraram. Os SmartGates foram instalados nos aeroportos australianos para permitir que os titulares de ePassport australianos e titulares de ePassport de vários outros países limpem os controles de imigração mais rapidamente, e a tecnologia de reconhecimento facial foi instalada nos portões de imigração para capturar e salvar um perfil biométrico de passaporte. titulares, bem como comparar com o banco de dados de imigração e a lista de observação. A Austrália não usa impressões digitais dos passageiros que chegam, como é feito por alguns outros países.

### Resumo das séries de passaportes
- Em 1917, foram emitidos passaportes da série 'X'.
- Em 1937, foram emitidos passaportes da série 'A'. A capa do passaporte incluía o brasão da Commonwealth e as palavras 'British Passport Commonwealth of Australia'.[4]
- Em 1949, após a criação da nacionalidade australiana, os passaportes começaram a distinguir entre cidadãos australianos e outros súditos britânicos. Os passaportes continham fotos inseridas manualmente com selos úmidos e selos em relevo sobre a foto como recursos de segurança. Dois tipos de passaporte foram emitidos: [13]

1. Passaportes da série 'B' - emitidos (somente na Austrália) para sujeitos britânicos que não eram cidadãos australianos.
2. Passaportes da série 'C' - emitidos para cidadãos australianos.

- Em 1950, o passaporte da série 'E' substitui as séries 'B' e 'C'.[11]
- Em 1964, o passaporte da série 'G' introduziu, com a coroa de São Eduardo no topo da capa, a palavra 'Austrália' seguida do brasão de armas australiano e as palavras 'passaporte britânico' na parte inferior.
- Em 1967, as palavras "passaporte britânico" foram removidas dos passaportes, mas mantêm a coroa. A palavra 'Austrália' aparece abaixo da coroa, seguida pelo brasão australiano e a palavra 'passaporte'.
- Em 1975, a responsabilidade pelas funções de passaporte australiano foi transferida para o Departamento de Relações Exteriores (desde 1987, o Departamento de Relações Exteriores e Comércio ), do então Departamento de Trabalho e Imigração .
- Antes de 1983, o pedido de passaporte de uma pessoa casada tinha que ser autorizado pelo cônjuge.[13][14][15]
- Em 1983, o Departamento fez uma parceria com o Australia Post para permitir a emissão de passaportes australianos na maioria dos pontos de venda do Australia Post.
- Em 1984, o passaporte da série 'T' foi introduzido, com o emblema da Coroa removido da capa.  Estes foram os primeiros a incorporar um laminado no documento.
- Em 1986, foram introduzidos passaportes de identidade única, para que as crianças não pudessem mais ser incluídas no passaporte dos pais.
- Em 1988, os passaportes das séries 'H' e 'J' foram emitidos com o logotipo do Bicentenário. E até 1988, uma mulher podia solicitar e receber um passaporte em seu nome de casada, antes de realmente se casar.
- Em 1994, foi introduzida a impressão digital colorida da fotografia e a assinatura no lado da cola do laminado.
- Em 1995, os passaportes da série 'L' foram introduzidos, com laminado de segurança com motivo canguru. As páginas de dados pessoais inicialmente incluíam uma fotografia e um pedaço de papel cortado com a assinatura do titular sob uma folha de laminado adesivo.
- Desde aproximadamente 1998, a página de dados pessoais dos passaportes da série 'L' é impressa a laser em uma folha de laminado adesivo.
- Desde 27 de novembro de 2003, foi emitido o passaporte da série 'M', que incluía recursos de segurança aprimorados. A página de dados pessoais impressa por jato de tinta na superfície adesiva do laminado de segurança, o próprio laminado contendo um design holográfico.
- Desde outubro de 2005, os passaportes da série 'M' emitidos como biométrico ou ePassport . Logotipo do passaporte eletrônico impresso sob o número do passaporte na página de dados pessoais. A capa é impressa em tinta dourada.
- Desde maio de 2009, os passaportes da série 'N' emitidos como biométrico ou ePassport. O passaporte era preto em vez de azul e tinha uma ligeira fonte e maiúsculas de minúsculas na palavra 'Passaporte' na capa. A impressão da capa era prateada. Contra-medidas de fraude adicionais foram incluídas, incluindo uma 'Imagem fantasma' e 'Imagem flutuante retrorreflexiva' na página laminada. Cada página apresentava imagens da Austrália impressas em todo o documento, tornando cada página de visto única e mais difícil de reproduzir.[16]
- No final de junho de 2014, os passaportes da série 'P' emitiram recursos de segurança inovadores que dificultam ainda mais a falsificação. Eles têm uma bandeira australiana azul com capa em relevo dourada, impressa usando as mesmas tecnologias que as notas australianas. Os recursos de segurança visíveis incluem um novo laminado de segurança com a primeira imagem flutuante em cores do mundo.[17]
- A partir de setembro de 2022, os passaportes da série 'R' emitidos incorporam obras de artistas indígenas, têm uma página de foto de alta segurança feita de plástico em camadas, tornando o passaporte mais difícil de falsificar e menos suscetível a danos. As páginas do visto mostram 17 paisagens australianas icônicas em cores reais espetaculares.[18]

### Grupo de Passaportes das Cinco Nações
Desde 2004, a Austrália participa do Five Nations Passport Group, um fórum internacional de cooperação entre as autoridades emissoras de passaporte no Reino Unido, Canadá, Nova Zelândia e Estados Unidos para "compartilhar melhores práticas e discutir inovações relacionadas ao desenvolvimento de políticas, produtos e práticas de passaporte ".

## Tipos de passaporte

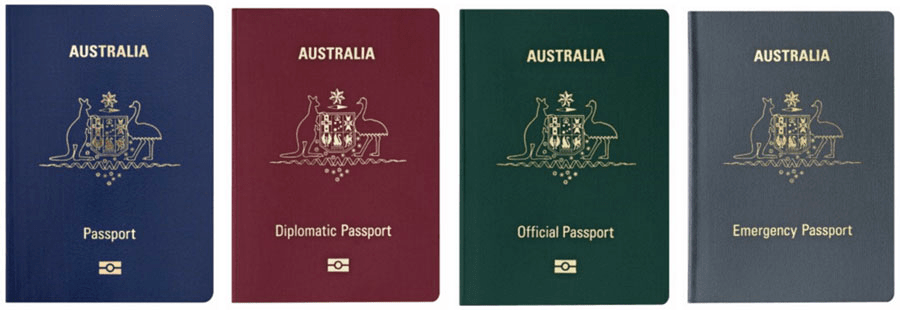
Diferentes tipos de passaportes (série P).

O governo australiano emite passaportes para fornecer um atestado internacionalmente aceito da identidade de seus cidadãos. Para facilitar esse reconhecimento global, vários tipos de passaportes são emitidos. 
Estes são amplamente emitidos em três categorias:
- Passaporte comum
- Passaporte oficial
- Passaporte diplomático

Certos documentos de viagem que não são passaportes também são emitidos, com a elegibilidade não limitada aos cidadãos: 
- Documento de Identidade
- Certificado de identidade
- Documento de Viagem da Convenção
- Documento de viagem provisório

Além desses, outros documentos para viagem são emitidos em circunstâncias limitadas: ImmiCard, PLO56 (M56), Documento para Viagem à Austrália (DFTTA). Estes são emitidos a titulares de vistos de proteção ou humanitários ou a pessoas em circunstâncias semelhantes que justifiquem a sua emissão.

### Passaporte comum
Passaportes comuns são emitidos para cidadãos australianos para permitir que eles viajem internacionalmente e fornecer um atestado de sua identidade. A maioria dos portadores de passaporte recebe passaportes comuns. Os passaportes e documentos de identidade normalmente valem 70 pontos no sistema de verificação de 100 pontos, sendo usados como documento de identidade em toda a Austrália. Os passaportes completos podem ser usados como documento de identidade por até dois anos após o vencimento.
Esses passaportes só podem ser emitidos para candidatos a cidadãos australianos, que podem satisfazer sua identidade e cidadania. Onde não for possível atender a esses requisitos, o Passaporte com validade limitada ou o documento de identidade podem ser emitidos com compaixão. Passaportes com validade limitada são idênticos aos passaportes regulares, mas emitidos com validade limitada, até um máximo de 12 meses.
Os passaportes nessa categoria são normalmente válidos por cinco ou dez anos. Crianças menores de 16 anos de idade recebem passaportes de cinco anos, e adultos com 75 anos ou mais podem escolher uma validade de cinco ou dez anos. Caso contrário, os candidatos adultos recebem passaportes com validade de dez anos. Exceções a isso existem, como no caso de passaportes simultâneos.
Esses passaportes apresentam 34 páginas de visto utilizáveis, na série P emitida desde junho de 2014, com uma variante de viajante frequente disponível contendo 66 páginas de visto. A variante maior está disponível apenas para candidatos adultos que buscam passaportes de dez anos, já que os passaportes de cinco anos já têm o mesmo número de páginas de visto por ano.

### Passaporte diplomático e oficial
Os passaportes diplomáticos e oficiais são emitidos para pessoas empregadas ou agindo em nome do governo australiano. Estes são principalmente indivíduos em categorias e funções definidas, necessários para representar o governo australiano no exterior em uma capacidade oficial. Às vezes, esses passaportes podem ser emitidos para dependentes do solicitante principal, quando necessário para facilitar sua viagem ou segurança.
Esses passaportes só podem ser emitidos para cidadãos australianos cujo papel ou objetivo da viagem se enquadre nas Diretrizes Ministeriais. A emissão é controlada rigidamente, devido à importância de representar formalmente um indivíduo como agindo no exterior, em nome do governo australiano.
Ao contrário dos passaportes comuns, os indivíduos têm certas obrigações legislativas e contratuais para com o governo australiano ao usar ou manter esses passaportes. Os passaportes diplomáticos e oficiais podem ser cancelados sem aviso prévio, se usados além das disposições relevantes das Diretrizes Ministeriais.

### Passaportes para circunstâncias especiais
Em circunstâncias limitadas, os cidadãos australianos podem receber passaportes fora dos requisitos habituais. Esses passaportes sempre serão emitidos em uma das categorias acima: Ordinária, Oficial ou Diplomática. À exceção de um passaporte de emergência, sua aparência é idêntica.

#### Passaporte Simultâneo
Um passaporte simultâneo é outro passaporte emitido para um indivíduo, onde ele já possui um passaporte válido da mesma categoria (Ordinário, Oficial ou Diplomático). A emissão destes é controlada de maneira muito rígida, concedida para facilitar viagens em circunstâncias excepcionais.
Os passaportes simultâneos são concedidos com mais freqüência ao viajar (ou transitar) em um país que não aceitará evidências de viagens para determinados lugares ou onde atrasos significativos resultarão em ter que esperar o retorno do passaporte após a emissão de vistos (não relacionados). Outras circunstâncias podem ser consideradas, exigindo autorização de funcionários mais altos.
A validade dos passaportes simultâneos é limitada a um máximo de três anos, exceto no caso de um passaporte de emergência ; nesse caso, o máximo é de doze meses. O período de validade geralmente será limitado à duração das necessidades de viagem mais seis meses.

#### Passaporte de Emergência
Os passaportes de emergência são emitidos para cidadãos australianos em circunstâncias em que eles não podem atender a todos os requisitos para emissão de passaporte, mas podem satisfazer sua cidadania e identidade, ou precisam viajar com urgência e não podem esperar por um passaporte regular. A emissão é estritamente controlada, principalmente quando os requisitos usuais não podem ser atendidos.
A validade dos passaportes de emergência é limitada a um máximo absoluto de doze meses , embora normalmente seja válida por sete meses.

#### Passaporte com validade limitada
Os passaportes de validade limitada são emitidos para cidadãos australianos em circunstâncias em que a documentação completa não pode ser atendida, desde que sua identidade e cidadania tenham sido confirmadas. O objetivo é beneficiar os candidatos com documentação incompleta ou inconsistente, permitindo que eles viajem nesse meio tempo. Eles são exatamente iguais aos passaportes comuns, mas com validade mais curta.
Geralmente, os passaportes de validade limitada são oferecidos aos solicitantes com documentação incompleta ou inconsistente sobre nome ou sexo. Isso pode ocorrer após a mudança de nome, onde documentos cardinais como certidão de nascimento diferem e o requerente não possui documentação suficiente para corroborar a diferença.
Os passaportes de validade limitada são emitidos por um período máximo de doze meses, somente dentro da Austrália ou Londres.
Após a conclusão de uma solicitação completa e a satisfação dos requisitos usuais, um passaporte de validade limitada pode ser trocado por um passaporte de validade completo, gratuitamente.

## Aparência física
O passaporte australiano da série atual é azul, com o brasão de armas da Austrália estampado no centro da capa. " AUSTRÁLIA " está escrito acima do brasão. Na parte inferior da capa, está inscrito " Passaporte " e, abaixo dele, o símbolo internacional de passaporte eletrônico () O passaporte padrão contém 42 páginas de visto (as páginas 17 e 18 não podem ser usadas, pois contêm o IC sem contato).

### Página de informações de identidade

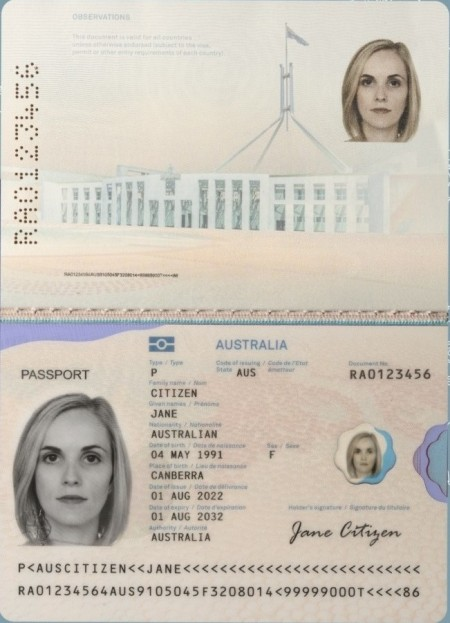
Página de dados e observação do passaporte australiano da série R atual.

O passaporte australiano inclui os seguintes dados:
- Foto do proprietário do passaporte
- Tipo (P para passaporte)
- Código do Estado de Emissão (AUS)
- N º do documento.
- Nome
- Nacionalidade (australiana)
- Data de nascimento
- Sexo
  - Masculino ( M )
  - Mulher ( F )
  - Intersexo / Indeterminado / Não Especificado ( X )
- Local de nascimento (apenas a cidade ou vila está listada, mesmo se nascer fora da Austrália)
- Data de emissão
- Assinatura do proprietário
- Data de validade
- Autoridade ("Austrália" se emitida na Austrália ou o nome da missão diplomática emissora se emitida no exterior - por exemplo, Londres[35] )

A página de informações termina com a zona legível pela máquina.

#### Sexo e gênero diversos
A política do governo australiano é registrar gênero e não sexo. Os documentos de viagem australianos permitem a gravação de gênero não binário, um dos menos de 10 países conhecidos por fazê-lo. Os passaportes de substituição são emitidos gratuitamente para candidatos cujos detalhes foram alterados no curso da transição de gênero.
Os solicitantes podem optar por registrar o campo " Sexo " (este nome como requisito da ICAO ) em seu passaporte como M, F ou X. Embora indisponível nos passaportes devido aos requisitos da ICAO, um documento de identidade pode ser emitido com o campo sexual em branco.
O sexo registrado não precisa ser igual ao da certidão de nascimento ou de qualquer outro documento. Para aqueles sem documentos de identidade revisados, que não receberam passaporte no gênero desejado anteriormente, basta uma breve declaração de um médico ou psicólogo registrado. Quando não é possível obter uma carta de um médico ou psicólogo, os candidatos são encorajados a informar a APO, para que arranjos alternativos possam ser considerados.
A política administrativa da APO e do Departamento de Relações Exteriores visa evitar sofrimento ou ofensas desnecessárias. É proibida a recusa de candidatos de diversos gêneros, por falta de documentação ou de outra forma. Os funcionários são obrigados a não solicitar informações ou documentos extras quando as solicitações são feitas. Após a apresentação, as solicitações de candidatos diversificados de sexo e gênero devem ser tratadas o tempo todo por oficiais de nível executivo com treinamento adequado sobre sexo e gênero.

### Nota do passaporte
Os passaportes contêm na capa uma nota endereçada às autoridades de todos os outros estados, identificando o portador como um cidadão da Austrália e solicitando que ele seja autorizado a passar e ser tratado de acordo com as normas internacionais:
O Governador-Geral da Comunidade da Austrália, sendo o representante de Sua Majestade a Rainha Elizabeth II, na Austrália, solicita a todos aqueles a quem possa interessar permitir que o portador, um Cidadão Australiano, passe livremente sem permissão ou impedimento e tenha recursos para ele ou toda assistência e proteção de que possa necessitar.

### Línguas
O passaporte é impresso em inglês. A tradução para o francês é encontrada na página de informações e chips de identidade.

### Chipbiométrico
O chip incorporado armazena a fotografia digitalizada do proprietário, nome, sexo, data de nascimento, nacionalidade, número do passaporte e data de validade do passaporte. Essas são as mesmas informações que aparecem na página de informações impressas de todos os passaportes. A tecnologia de reconhecimento facial foi introduzida com o lançamento do ePassport para melhorar a verificação de identidade e reduzir a fraude relacionada à identidade.

### Recursos
- Microimpressão - por exemplo, as linhas horizontais nas páginas de informações do aviso / portador são compostas por palavras microimpressas.
  - Nos passaportes da série L, é utilizado o primeiro verso da Advance Australia Fair.
  - Nos passaportes da série M, as palavras são de Waltzing Matilda.
  - Nos passaportes da série N, as linhas são compostas da palavra "Austrália" repetida.
  - Passaportes da série N também apresentam palavras microimpressas do poema Clancy of the Overflow nas páginas de visto.
- O laminado da página de informações de identidade na série M e nos passaportes posteriores contém imagens flutuantes retro-refletivas de cangurus.

## Pedidos de passaporte
O sistema de identificação pessoal de 100 pontos se aplica a novos solicitantes de passaporte australiano, e um passaporte australiano pode, por sua vez, ser usado como um documento de identificação do titular do passaporte (no valor de 70 pontos no esquema de verificação de 100 pontos).
O sistema de identificação pessoal de 100 pontos se aplica à renovação de um passaporte.

## Renovação
Cidadãos australianos, com idade igual ou superior a 18 anos, que tenham um passaporte adulto australiano válido por pelo menos dois anos quando emitido e que tenha sido emitido em ou após 1º de julho de 2000, no nome atual, data de nascimento e sexo ou que tenham um filho australiano um passaporte válido por pelo menos dois anos quando emitido e emitido em ou após 1 de julho de 2005 e com 16 anos ou mais no momento da emissão pode solicitar uma renovação on-line. Se no exterior, isso pode ser feito entrando em contato com a missão diplomática australiana mais próxima.
Não há renovações disponíveis para passaportes perdidos ou roubados; nesse caso, um pedido de novo passaporte deve ser feito.

## Recusa de emitir passaporte
De acordo com a Lei Australiana de Passaportes de 2005, o Ministro dos Negócios Estrangeiros tem o poder de recusar, cancelar ou suspender um passaporte por vários motivos, incluindo segurança ou saúde nacional. Além disso, um tribunal pode ordenar que um acusado em questão criminal, ou qualquer outra pessoa, entregue seu passaporte, por exemplo, como condição de concessão de fiança ou de outra forma.
Em maio de 2017, o governo Turnbull chegou a um acordo com o Partido da Justiça de Derryn Hinch para permitir que o Departamento de Relações Exteriores e Comércio revogasse os passaportes de 20.000 agressores sexuais condenados listados no registro nacional de criminosos infantis da Austrália, dos quais cerca de 3.200 infratores com a vida toda os requisitos de relatórios deveriam ser permanentemente negados a oportunidade de obter um passaporte e, portanto, a capacidade de viajar para fora da Austrália para a vida toda. Isso foi descrito como uma política de "proibição de passaporte" inédita no mundo, destinada a combater o turismo sexual infantil perpetuado por cidadãos australianos, especialmente nos países em desenvolvimento.

## Requisitos de visto

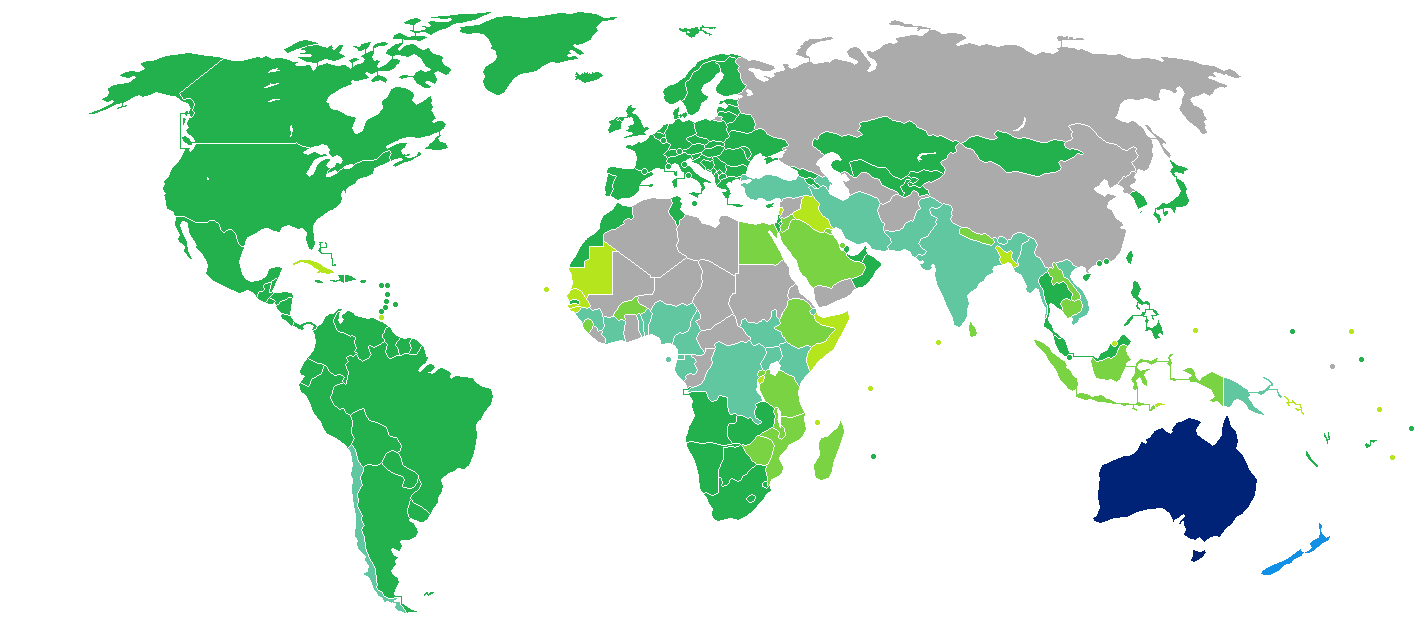
Requisitos de visto para cidadãos australianos.
Austrália
Liberdade de movimento (Acordo de Viagens Trans-Tasmânico)
Acesso sem visto
Visto emitido na chegada
Autorização eletrônica ou pagamento on-line necessário / eVisa
Visto na chegada e eVisa disponíveis
Visto necessário antes da chegada

Um passaporte australiano não permite, por si só, que o portador entre em outro país. Para entrar em outro país, o viajante deve cumprir os requisitos de visto e entrada dos outros países a serem visitados, que variam de país para país e podem se aplicar especificamente a um tipo de passaporte específico, a nacionalidade do viajante, histórico criminal ou muitos outros fatores.
Em 26 de março de 2019, os cidadãos australianos tinham acesso sem visto ou sem visto à chegada a 181 países e territórios, classificando o passaporte australiano em 9º no mundo em termos de liberdade de viajar (de acordo com os passaportes da Nova Zelândia e da Islândia), de acordo com o Índice Henley  de passaporte. Além disso, o Índice de Passaportes da Arton Capital classificou o passaporte australiano em 7º no mundo em termos de liberdade de viagem, com uma pontuação de 161 sem visto (empatada com passaportes letão, lituano, malaio, polonês, eslovaco e esloveno) em 4 de dezembro de 2018 .

## Estatísticas de viagens ao exterior
De acordo com as estatísticas, este é o número de visitantes australianos de vários países por ano em 2015 (salvo indicação em contrário): 
| Destino                                | Número de visitantes australianos |
| -------------------------------------- | --------------------------------- |
| [ note 1 ] [ 46 ] [ 47 ]               | 775                               |
| [ 48 ]                                 | 702                               |
| Predefinição:Country data Antarctica   | 4.488                             |
| [ note 1 ] [ 50 ]                      | 761                               |
| [ note 2 ] [ note 3 ] [ 51 ]           | 143.000                           |
| [ note 3 ] [ 52 ]                      | 1.851                             |
| [ note 4 ] [ 53 ]                      | 3.858                             |
| [ note 2 ] [ note 3 ] [ 54 ]           | 2.301                             |
| [ note 3 ] [ 55 ]                      | 43.276                            |
| [ note 1 ] [ 56 ]                      | 2.249                             |
| [ note 3 ] [ 57 ]                      | 11.044                            |
| [ note 1 ] [ 58 ]                      | 8.632                             |
| [ 59 ]                                 | 15.607                            |
| [ note 1 ] [ 60 ]                      | 33.862                            |
| [ note 5 ] [ 61 ]                      | 18.845                            |
| [ note 3 ] [ 62 ]                      | 146.806                           |
| [ note 1 ] [ 63 ]                      | 392.364                           |
| [ note 1 ] [ note 6 ] [ 64 ]           | 1.303                             |
| [ note 3 ] [ 65 ]                      | 50.968                            |
| [ note 3 ] [ 66 ] [ 67 ]               | 673.200                           |
| [ 68 ]                                 | 13.356                            |
| [ note 7 ] [ 69 ]                      | 69                                |
| [ note 1 ] [ 46 ]                      | 25.912                            |
| [ note 1 ] [ 70 ]                      | 12.320                            |
| [ note 1 ] [ 71 ]                      | 186.323                           |
| [ note 1 ] [ 72 ]                      | 14.655                            |
| [ 73 ]                                 | 437                               |
| [ note 1 ] [ 74 ]                      | 2.723                             |
| [ note 8 ] [ 75 ]                      | 13.686                            |
| [ note 2 ] [ note 1 ] [ 76 ]           | 7.431                             |
| Predefinição:Country data Eswatini     | 3.132                             |
| [ note 1 ] [ 78 ]                      | 365.689                           |
| [ 79 ]                                 | 26.959                            |
| [ 80 ]                                 | 1.266.509                         |
| [ note 1 ] [ 81 ]                      | 7.363                             |
| [ note 1 ] [ 82 ]                      | 4,611                             |
| [ note 3 ] [ 83 ]                      | 314.014                           |
| [ 84 ]                                 | 183.165                           |
| [ note 8 ] [ 85 ]                      | 17.206                            |
| [ note 1 ] [ note 6 ] [ 86 ]           | 2.255                             |
| [ note 1 ] [ 87 ]                      | 567.881                           |
| [ note 2 ] [ note 3 ] [ 88 ]           | 41.231                            |
| [ note 3 ] [ 89 ]                      | 1.302.291                         |
| [ note 1 ] [ 90 ]                      | 324.243                           |
| [ note 1 ] [ 91 ]                      | 39.900                            |
| [ note 3 ] [ 92 ]                      | 884.000                           |
| [ note 1 ] [ 93 ]                      | 2.574                             |
| [ note 1 ] [ 94 ]                      | 495.100                           |
| [ note 3 ] [ 95 ]                      | 21.857                            |
| [ note 1 ] [ 96 ]                      | 4.225                             |
| [ note 1 ] [ 46 ] [ 97 ]               | 1.097                             |
| [ note 1 ] [ 98 ]                      | 2.500                             |
| [ note 1 ] [ 99 ]                      | 20.886                            |
| [ note 2 ] [ note 1 ] [ 100 ]          | 7.421                             |
| [ note 3 ] [ 101 ]                     | 72.743                            |
| [ note 3 ] [ note 2 ] [ 102 ]          | 3.525                             |
| [ note 1 ] [ 103 ]                     | 88.988                            |
| [ 104 ]                                | 1.098                             |
| [ note 1 ] [ 105 ]                     | 351.232                           |
| [ note 9 ] [ 106 ]                     | 10.250                            |
| [ note 1 ] [ 107 ]                     | 27.360                            |
| [ note 8 ] [ 108 ]                     | 860                               |
| [ note 1 ] [ 109 ]                     | 35.875                            |
| [ note 1 ] [ 46 ]                      | 234                               |
| [ note 1 ] [ 107 ]                     | 21.271                            |
| [ note 1 ] [ note 6 ] [ 110 ]          | 84.225                            |
| [ note 1 ] [ 46 ] [ 111 ]              | 942                               |
| [ note 1 ] [ 112 ]                     | 6.689                             |
| [ note 2 ] [ note 3 ] [ 113 ]          | 6.103                             |
| [ note 3 ] [ 114 ]                     | 34.010                            |
| v [ 115 ]                              | 7.888                             |
| [ note 1 ] [ 46 ]                      | 2.171                             |
| [ 116 ]                                | 18.619                            |
| [ note 8 ] [ 117 ]                     | 188.000                           |
| [ note 1 ] [ 46 ] [ 118 ]              | 23.705                            |
| [ note 1 ] [ 119 ]                     | 1.472.160                         |
| [ note 1 ] [ 46 ] [ 120 ]              | 951                               |
| [ note 3 ] [ note 2 ] [ 121 ]          | 5.557                             |
| [ note 1 ] [ 122 ]                     | 17.441                            |
| [ note 9 ] [ 123 ]                     | 13.200                            |
| [ note 1 ] [ 46 ] [ 124 ]              | 661                               |
| [ 125 ]                                | 4.349                             |
| [ note 1 ] [ 46 ]                      | 70.112                            |
| [ note 1 ] [ 126 ]                     | 41,810                            |
| [ note 1 ] [ 127 ]                     | 259.433                           |
| [ note 1 ] [ 128 ]                     | 42.765                            |
| [ note 3 ] [ 129 ]                     | 16.978                            |
| [ note 1 ] [ 130 ]                     | 49.259                            |
| [ note 1 ] [ 46 ] [ 131 ]              | 32.431                            |
| [ note 1 ] [ note 2 ] [ 132 ]          | 13.559                            |
| [ 133 ]                                | 1.661                             |
| [ note 1 ] [ 134 ]                     | 1.081.987                         |
| [ note 3 ] [ note 2 ] [ 135 ]          | 7.888                             |
| [ note 1 ] [ note 2 ] [ 136 ]          | 34.205                            |
| [ note 1 ] [ 137 ]                     | 10.161                            |
| [ 138 ]                                | 99.205                            |
| [ note 1 ] [ 139 ]                     | 150.408                           |
| [ note 10 ] [ 140 ]                    | 110.928                           |
| [ note 1 ] [ 141 ]                     | 453                               |
| [ note 1 ] [ 142 ]                     | 107.157                           |
| [ note 3 ] [ 143 ]                     | 15.356                            |
| [ note 1 ] [ 46 ] [ 144 ]              | 12.924                            |
| [ note 1 ] [ 145 ]                     | 817.091                           |
| [ note 1 ] [ 46 ] [ note 6 ] [ 146 ]   | 15.186                            |
| [ note 1 ] [ 147 ]                     | 77.153                            |
| [ note 1 ] [ 46 ] [ 148 ]              | 320                               |
| [ note 4 ] [ 149 ]                     | 7.842                             |
| [ note 1 ] [ 150 ]                     | 5.743                             |
| [ note 1 ] [ 151 ]                     | 279.000                           |
| [ note 1 ] [ 152 ]                     | 831.000                           |
| [ note 1 ] [ note 11 ] [ 153 ] [ 154 ] | 1.576.901                         |
| [ note 1 ] [ 46 ] [ 155 ]              | 57.384                            |
| [ note 1 ] [ 156 ]                     | 370.438                           |
| [ 157 ]                                | 12.363                            |
| [ 158 ]                                | 22.016                            |

1. 1 2 3 4 5 6 7 8 9 10 11 12 13 14 15 16 17 18 19 20 21 22 23 24 25 26 27 28 29 30 31 32 33 34 35 36 37 38 39 40 41 42 43 44 45 46 47 48 49 50 51 52 53 54 55 56 57 58 59 60 61 62 63 64 65 66 67  Dados referentes a 2017
2. 1 2 3 4 5 6 7 8 9 10 11  Contagem apenas de hóspedes em estabelecimentos de acomodação turística.
3. 1 2 3 4 5 6 7 8 9 10 11 12 13 14 15 16 17 18 19 20 21 22  Dados referentes a 2016
4. 1 2  Dados referentes a 2013
5. ↑  Dados referentes a 2011
6. 1 2 3 4  Dados referentes apenas à chegadas via aérea.
7. ↑  Dados referentes a 2012
8. 1 2 3 4  Dados referentes a 2014
9. 1 2  Dados referentes a 2009
10. ↑  Dados referentes a 2018
11. ↑  O número total inclui turistas, viajantes a negócios, estudantes, visitantes de intercâmbio, trabalhadores temporários e famílias, diplomatas e outros representantes e todas as outras classes de admissões de não imigrantes (I-94).

## Crime de área declarada
Segundo a lei australiana, é um crime os australianos entrarem ou permanecerem em certas regiões designadas como 'áreas declaradas'. O governo pode declarar uma área (mas não um país inteiro) se considerar que terroristas estão operando nessa área. A pena máxima é de 10 anos de prisão. No entanto, o indivíduo pode se defender se provar que entrou ou permaneceu na área para um propósito legítimo prescrito nos regulamentos.
Desde agosto de 2019, as áreas são:
- Distrito de Mosul, Nineveh Governorate, Iraque. Declarado em 2 de março de 2015, renovado em 2 de março de 2018 e revogado em 19 de dezembro de 2019.
- Raqqa, Síria, declarada em 4 de dezembro de 2014 e revogada em 29 de novembro de 2017.